# Дживолето
Дживолѐто (на италиански: Givoletto; на пиемонтски: Givolèt, Дживолет) е малък град и община в Метрополен град Торино, регион Пиемонт, Северна Италия. Разположен е на 400 m надморска височина. Към 1 януари 2020 г. населението на общината е 3974 души, от които 126 са чужди граждани.